# Delta Cafés
Delta Cafés ist eine portugiesische Marke und Unternehmen, das sich auf Röstung und Vermarktung von Kaffee spezialisierte und zur Gruppe Nabeiro gehört. Delta Cafés ist Marktführer auf dem heimischen Markt und exportiert in mehr als zwei Dutzend Länder.

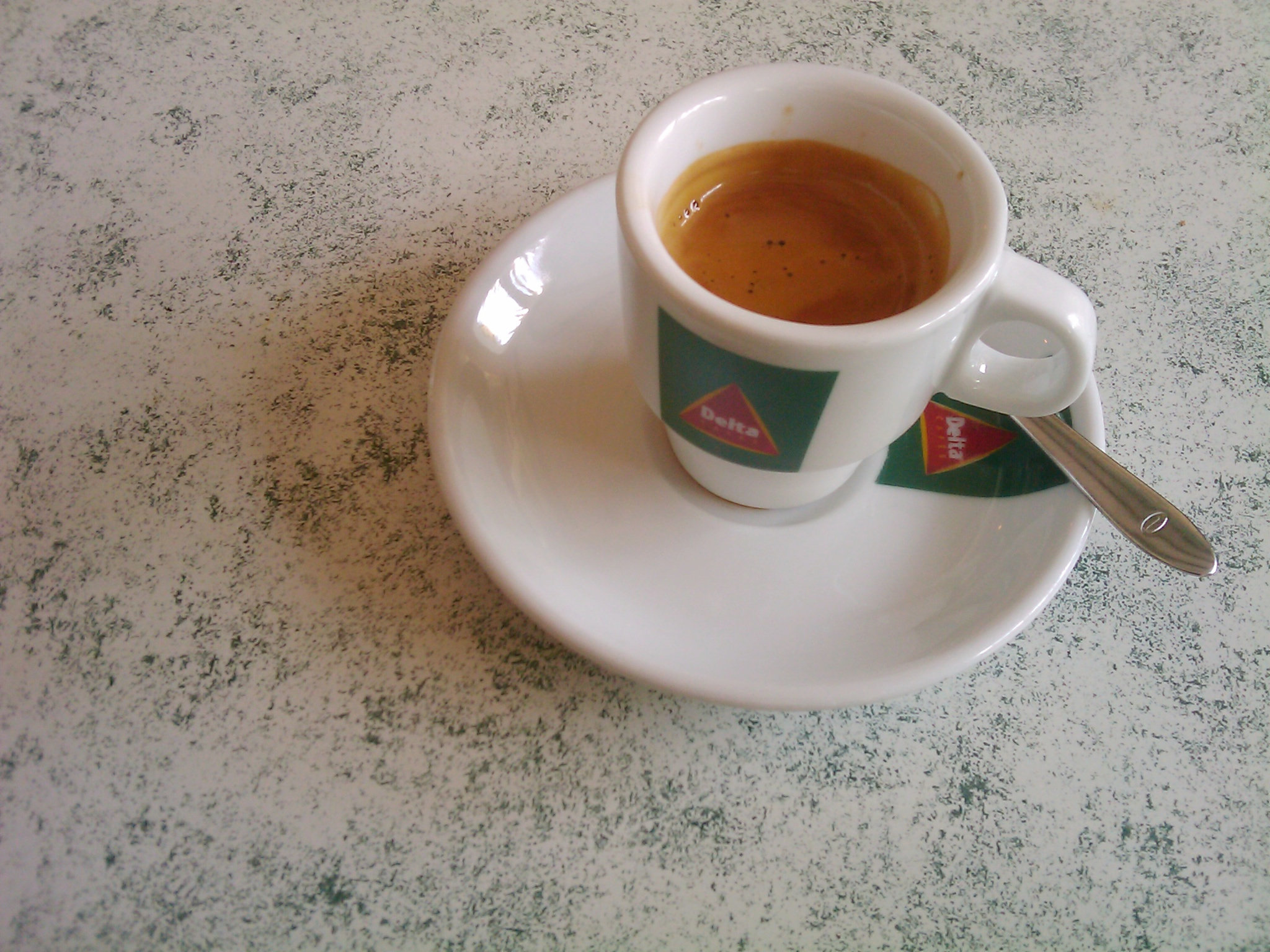
Vertrautes Bild im portugiesischen Alltag: eine Bica

## Geschichte
Manuel Rui Azinhais Nabeiro († 2023) gründete 1961 das Unternehmen in Campo Maior, im Alentejo. 1984 wurde es eine Aktiengesellschaft.
Heute existieren unter dem Dach der Holding NabeiroGest SGPS, S.A. insgesamt 24 Unternehmen in der Delta Unternehmensgruppe, so die NovaDelta-Unternehmen in Angola, Brasilien, Frankreich, Luxemburg und Spanien, und Unternehmen für die Bereiche Immobilien, Landwirtschaft, Sonnenschirme, Hotels und Gastronomie.
Im Jahr 2011 erschien Delta Cafés auf Platz 165 der gemeinsamen Liste der Zeitungen Jornal de Notícias und Diário de Notícias, auf denen die Redakteure ihre persönlichen 1.000 Nationalstolz-Gründe aufgereiht hatten.

## Nova Delta Kaffee-Museum
Am Firmensitz in Campo Maior ist ein umfangreiches Kaffee-Museum eingerichtet, das „Nova Delta Kaffee-Museum“. Es wurde 1994 eröffnet und gilt als eines der wenigen Kaffeemuseen in Europa.
Die Ausstellung widmet sich der Geschichte des Kaffeeanbaus, der Kaffeezubereitung und seines Genusses über die Jahrhunderte, mit einem Schwerpunkt auf die Röstung. Zudem sind eine Reihe thematische Skulpturen auf dem Gelände aufgestellt.
Das Nova Delta Kaffee-Museum ist Teil der Europäischen Route der Industriekultur.